# Moriwaki

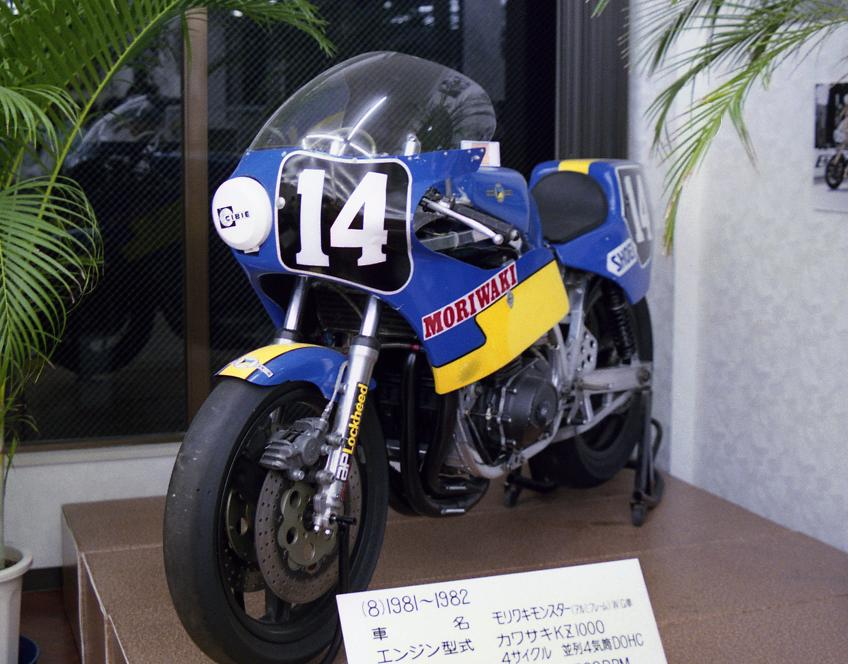
La Moriwaki Monster, avec laquelle Wayne Gardner et John Pace ont couru aux 8 Heures de Suzuka en 1981.

Moriwaki Engineering est une entreprise industrielle japonaise, qui fabrique entre autres des châssis et autres pièces pour motos et automobiles. Elle exporte en Amérique du Nord, Europe et Australie.
Moriwaki est présent dans différentes catégories de compétition moto, comme Moto2 et est étroitement lié à Honda, puisque le propriétaire Mamoru Moriwaki a appartenu à ce groupe durant plusieurs années.

## Course moto
Depuis sa fondation, Moriwaki est profondément enraciné dans la course moto. En 1978 l'entreprise participe à la première édition des 8 Heures de Suzuka et remporte la troisième place.

### Grand Prix moto
Lors du Grand Prix moto du Japon 2003, Moriwaki monte son châssis avec un moteur Honda. Pour la saison 2004, Olivier Jacque et Andrew Pitt courent sur le modèle "Moriwaki MD5" (équipé d'un moteur 5 cylindres Honda RC211V) et gagnent sept points au championnat. Les pilotes Tohru Ukawa et Naoki Matsudo représentent le constructeur pour la saison 2005.

En 2005, en parallèle du Grand Prix moto, Moriwaki se lance dans le All Japan Road Race Championship sous le nom de Moriwaki Motul Tiger Racing avec une Honda CBR 1000 RR, tout comme en 2006  et 2007. En 2008, la Ducati 1098R remplace la Honda.

### Moto2
Pour la saison 2010, Moriwaki équipe six pilotes pour la catégorie Moto2, nouvellement créée. Le pilote Toni Elías devient le premier champion du monde de Moto2, équipé par Moriwaki.